# Diana di Poitiers
Diana di Poitiers (Saint-Vallier, 9 gennaio 1500 – Anet, 25 aprile 1566) è stata una nobildonna francese, contessa di Saint-Vallier, duchessa d'Étampes, duchessa di Valentinois e favorita ufficiale del re Enrico II di Francia.
Nota per la sua bellezza, fu l'amante principale del re francese Enrico II, di 19 anni più giovane di lei, su cui esercitò una profonda influenza per tutta la vita. È anche ricordata come una delle principali mecenati dell'architettura rinascimentale francese.

## Biografia

### Infanzia
Diana nacque il 9 gennaio 1500 al castello di Saint-Vallier, nella Drôme, Francia. Era figlia di Giovanni di Poitiers, Seigneur de Saint Vallier e Giovanna di Batarnay.
Venne educata secondo i principi dell'Umanesimo, che comprendevano greco, latino, retorica, etichetta, economia, legge e arte. Era anche nota come un'appassionata atleta, e praticava equitazione e nuoto.
Da fanciulla, fu brevemente a servizio di Anna di Beaujeu, sorella maggiore di Carlo VIII.

### Matrimonio

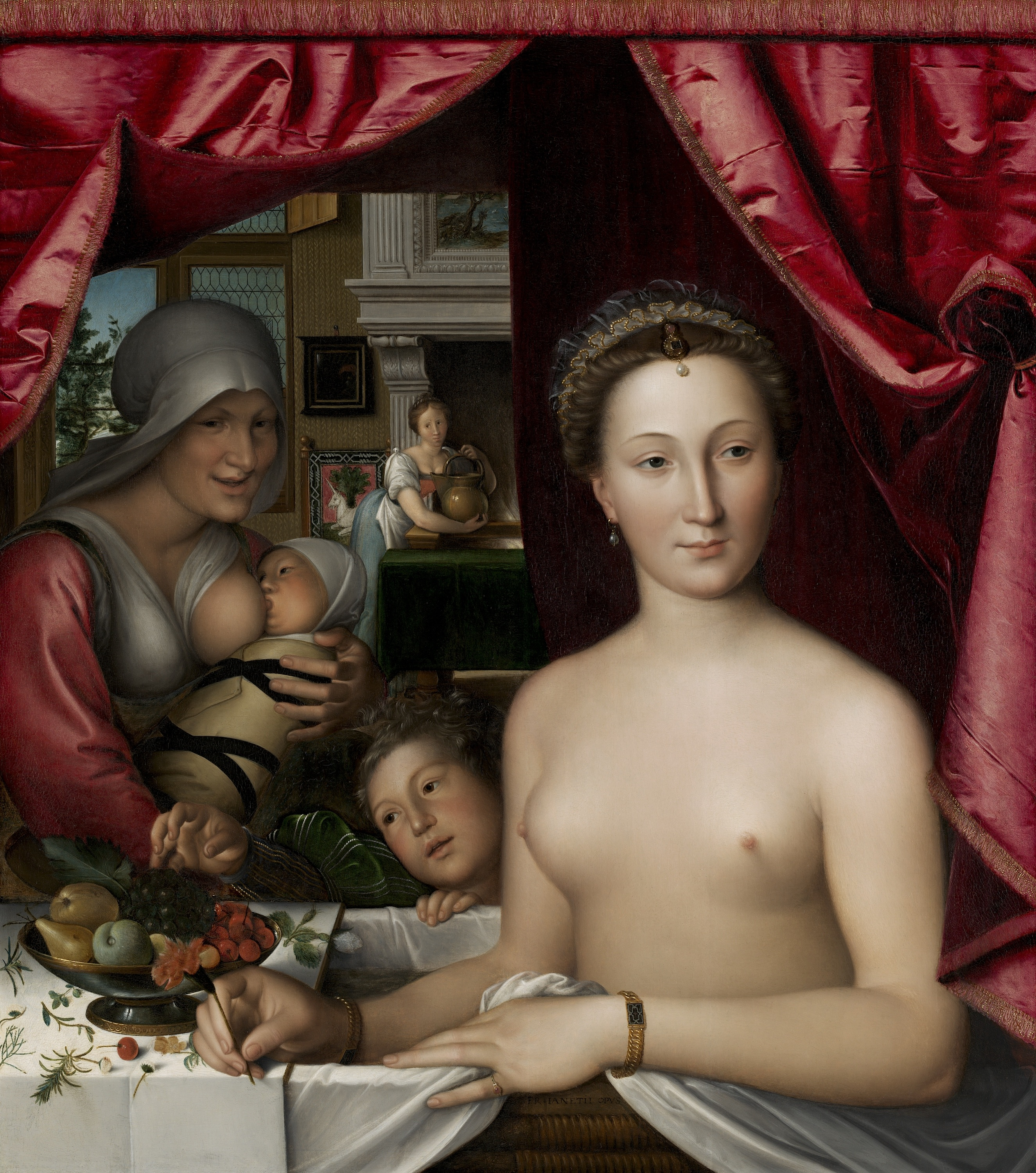
François Clouet, Dama al bagno (circa 1571). Si pensa che la modella ritratta possa essere Diana di Poitiers

Il 29 marzo 1515, all'età di 15 anni, Diana sposò Luigi di Brézé, signore di Anet, conte di Maulévrier e Gran siniscalco di Normandia, che aveva 39 anni più di lei. Era un nipote del re Carlo VII tramite la sua amante Agnese Sorel e servì come cortigiano del re Francesco I. Ebbero due figlie, Francesca (1518-1574) e Luisa (1521-1577).
Poco dopo il suo matrimonio, Diana divenne dama di compagnia della regina Claudia di Francia, moglie del re Francesco I. Dopo la morte della regina, servì nella stessa veste Luisa di Savoia, madre del re, e poi la seconda moglie di Francesco, la regina Eleonora d'Austria.
Nel 1523, suo marito scoprì il complotto del conestabile Carlo di Borbone contro Francesco I, senza sapere che anche suo suocero vi fosse coinvolto. Nel 1524, Giovanni di Poitiers fu accusato di tradimento e condannato a morte, ma la sua condanna fu commutata, venendo invece rinchiuso in prigione fino al Trattato di Madrid del 1526. Rilasciato, morì nel 1529.
Dopo la morte del marito nel 1531, ad Anet, Diane adottò l'abitudine di vestirsi in bianco (tradizionale colore del lutto francese per le regine, ma anche per le nobili) e nero per il resto della sua vita.

### Amante del re

Stemma di Diana come Duchessa, formato da tre mezzelune intrecciate

Basandosi sulla loro corrispondenza, si stima che Diana sia divenuta l'amante del principe Enrico (Enrico II) nel 1534, quando lei aveva 34 anni e lui 15, tuttavia è noto che già nel 1531 Enrico partecipò al torneo per l'incoronazione di Eleonora d'Austria sfoggiando i colori di Diana.
Nel 1533 Enrico era stato fatto sposare con Caterina de' Medici, una scelta che la maggior parte della corte disprezzava, dal momento che la famiglia fiorentina dei Medici, seppur ricca e politicamente influente, non era di antica nobiltà. Tuttavia, Diana incoraggiò Enrico a procedere con le nozze (tra l'altro, lei e Caterina erano cugine di secondo grado), e addirittura lo spinse a visitare con assiduità il letto di Caterina, tanto che i due, dopo circa dieci anni di matrimonio sterile, ebbero ben dieci figli. Si ritiene che Diana agì in questo modo per evitare che Caterina, rispetto alla quale poteva mantenere la sua posizione di preminenza nella vita di Enrico, potesse essere ripudiata e sostituita con una moglie più ingombrante.
Per i successivi 25 anni Diana rimase l'amante di Enrico e una delle donne più potenti di Francia, anche se inizialmente dovette condividere la posizione con Anne de Pisseleu d'Heilly, l'amante di Francesco I. Quando questa convinse Francesco a esiliare da corte Diana, sostenendo che fosse dietro un tentativo di riportare a corte Montmorency, Enrico lasciò la reggia per Anet e non si riconciliò col padre fino al 1545. Alla morte di Francesco, Enrico vendicò Diana esiliando a sua volta Anne e confiscandole i suoi titoli e possedimenti.

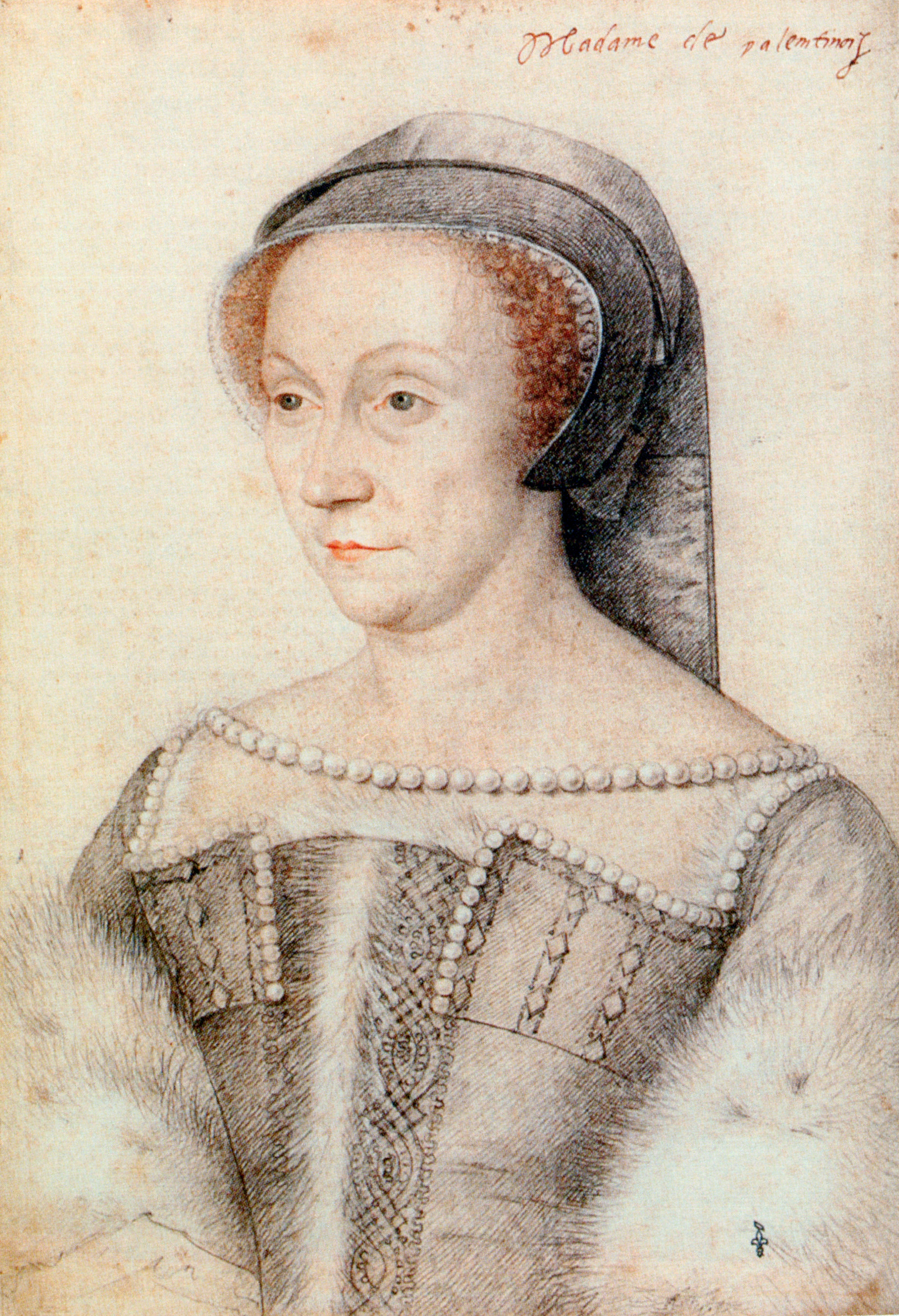
Ritratto di Diana di Poiters dell'atelier di François Clouet, 1555 circa, Chantilly, Museo Condé

Malgrado non fosse regina, Diana divenne la figura femminile principale a corte a livello di influenza, tanto che il Papa Paolo III, insieme ai doni per la nuova regina Caterina, inviò doni anche a lei, fra cui una collana di perle. Enrico la teneva in gran conto come consigliera, al punto da affidarle la sua corrispondenza in entrata e in uscita, quest'ultima spesso scritta sotto dettatura dalla stessa Diana e firmata con entrambi i loro nomi. Venne inoltre nominata Duchessa di Valentinois (1548), titolo che era stato del famigerato Cesare Borgia, e Duchessa d'Étampes (1553), feudo appartenuto alla rivale Anne. Si occupò inoltre dell'educazione dei figli di Enrico almeno fino al 1551, col permesso di dare indicazioni alle loro governanti, Jean e Françoise d'Humières, a sua discrezione; i suoi generi ottennero incarichi importanti e sua figlia Francesca venne ammessa a corte come dama d'onore principale della Regina. Diana si occupò inoltre di crescere Diana di Francia (1538-1619), figlia naturale di Enrico e Filippa Ducci, che trattò come se fosse sua, al punto che alcuni cronisti contemporanei scrissero che Diana fosse effettivamente la madre biologica della bambina. Malgrado la gelosia di Caterina, soprattutto quando Enrico donò a Diana i gioielli della Corona e il castello di Chenonceau, il potere di Diana a corte perdurò fino alla morte del re.

### Morte

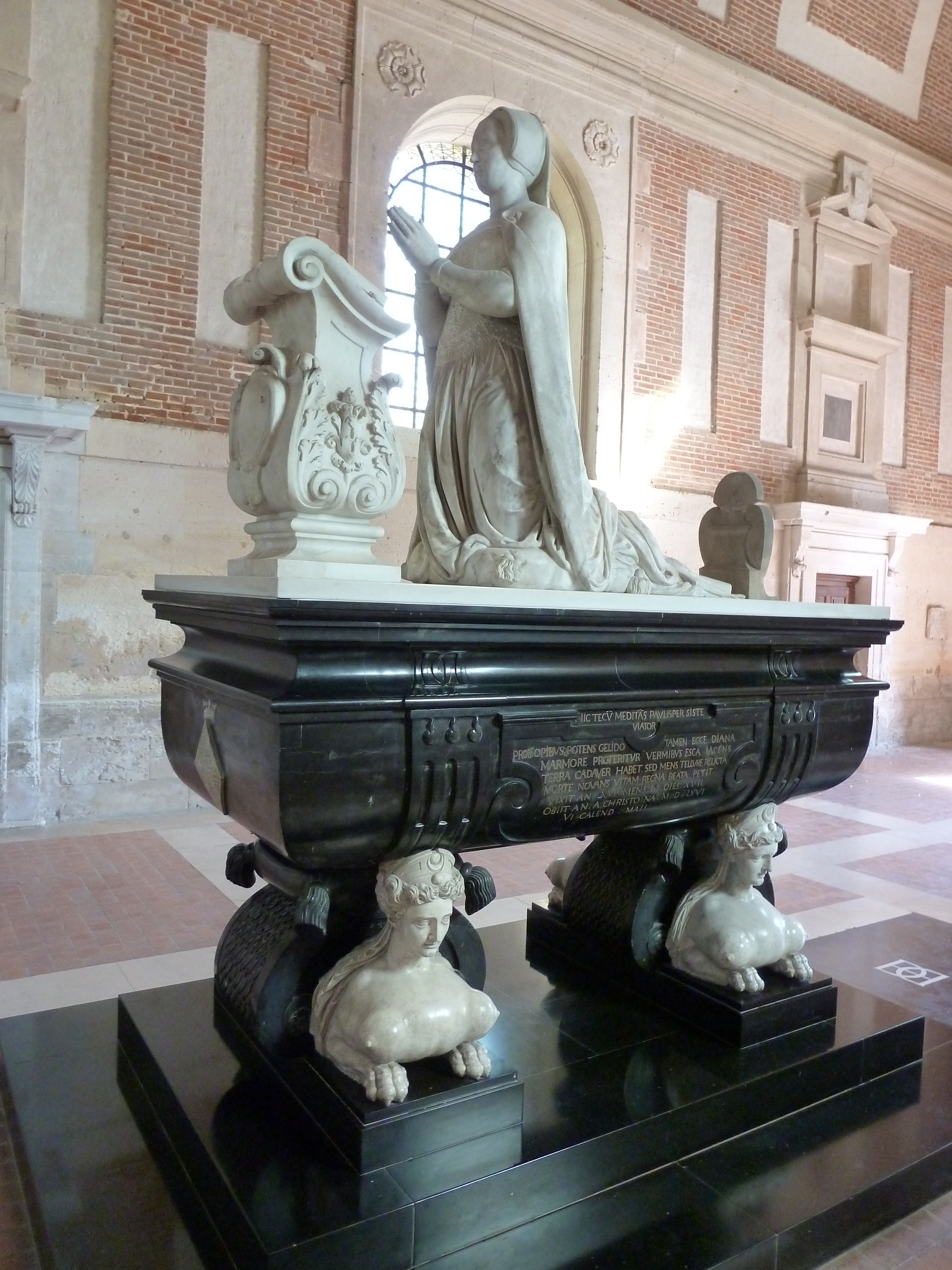
La tomba di Diana di Poitiers al Castello di Anet

Nel 1559, Enrico morì a seguito delle ferite riportate durante una giostra, cui, come solito, gareggiava coi colori di Diana. Caterina prese immediatamente il controllo della situazione, prima come moglie di Enrico e poi come madre del nuovo re, Francesco II, ma, sebbene avesse impedito a Diana di presentarsi al capezzale del re e partecipare al funerale, non se ne vendicò, limitandosi a sostituire nei suoi possedimenti il Castello di Chenonceau, che voleva per sé stessa, con quello, meno prestigioso, di Chaumont.
Ritiratasi a vita privata al Castello di Anet, nel 1565 Diana subì una caduta da cui non si riprese più, morendo l'anno seguente, il 25 aprile, a 66 anni. Secondo i suoi desideri, venne sepolta nella cappella del castello, terminata dalle sue figlie.
Durante la rivoluzione francese la sua tomba fu dissacrata e il cadavere gettato in una fossa comune, ma nel 2010 si è proceduto a una seconda sepoltura nella tomba originale.
Durante le analisi effettuate nell'occasione, sono stati individuati alti livelli di oro nei capelli e nelle ossa, suggerendo che l'assunzione di oro liquido (aurum potabile), come lei stessa scrisse essere sua abitudine, possa aver contribuito alla sua morte.

## Discendenza
Da suo marito, Diana ebbe due figlie:
- Francesca di Brézé (gennaio 1518 - 1574), sposò Roberto IV de la Marck, duca di Bouillon, conte di Braine e di Maulévrier.
- Luisa di Brézé (1521 - gennaio 1577), sposò nel 1547 Claudio di Guisa-Aumale, duca di Aumale.

## Influenze culturali

### Letteratura
- Nel 1866, Georges Guiffrey pubblicò la raccolta delle sue corrispondenze.

### Leggende
- La tradizione vuole che sul suo seno (celebrato dal pittore François Clouet), sia stata modellata la coppa per la corretta degustazione dello champagne: come questo vino era considerato il migliore, così il seno di Diana di Poitiers veniva ritenuto il più bello della sua epoca.

### Narrativa
Diana compare come protagonista o personaggio nei seguenti romanzi:
- La principessa di Clèves, Madame de la Fayette (1678)
- Le due Diana, Alexander Pope (1846)
- Madame Bovary, di Gustave Flaubert, 1856
- Serie The Lymond Chronicles, Dorothy Dunnett (1961-1975)
- La regina maledetta, Jeanne Kalogridis (2009)
- Le confessioni di Caterina de' Medici, C.W. Gortner (2010)
- Caterina de' Medici, Leonie Frieda (2023)

### Film
- Diana, interpretata dall'attrice Lana Turner, è la protagonista del film Diana la cortigiana (1956)

### Serie tv
- Nella serie TV Reign (2013), Diana è interpretata da Anna Walton.
- Nella serie TV The Serpent Queen (2022), Diana è interpretata da Ludivine Sagnier.
- Nella miniserie La favorita del re (2022), Diana è interpretata da Isabelle Adjani.